# Tituly a vyznamenání Valentiny Těreškovové

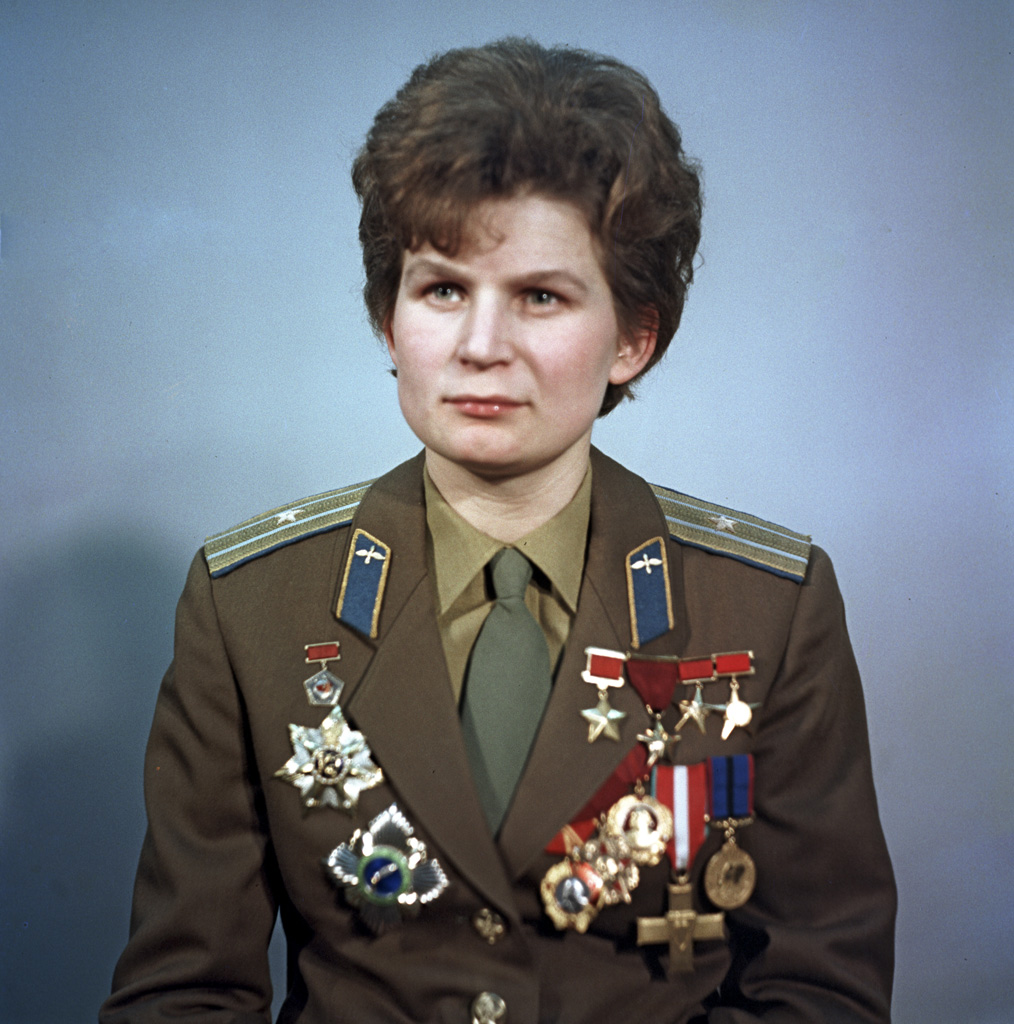
Valentina Těreškovová v uniformě s řadou vyznamenání

Valentina Těreškovová, sovětská kosmonautka, obdržela řadu sovětských i zahraničních řádů a vyznamenání. Od 16. června 1963 byla astronautkou III. třídy.

## Vojenské hodnosti
- 16. června 1963: poručík
- 16. června 1963: kapitán
- 9. ledna 1965: major
- 14. října 1967: podplukovník
- 30. dubna 1970: plukovník
- 1995: generálmajor (stala se tak první ženou v ruské historii, která byla povýšena do generálské hodnosti)
- 30. dubna 1997: odchod do penze[1]

## Vyznamenání

### Sovětská vyznamenání

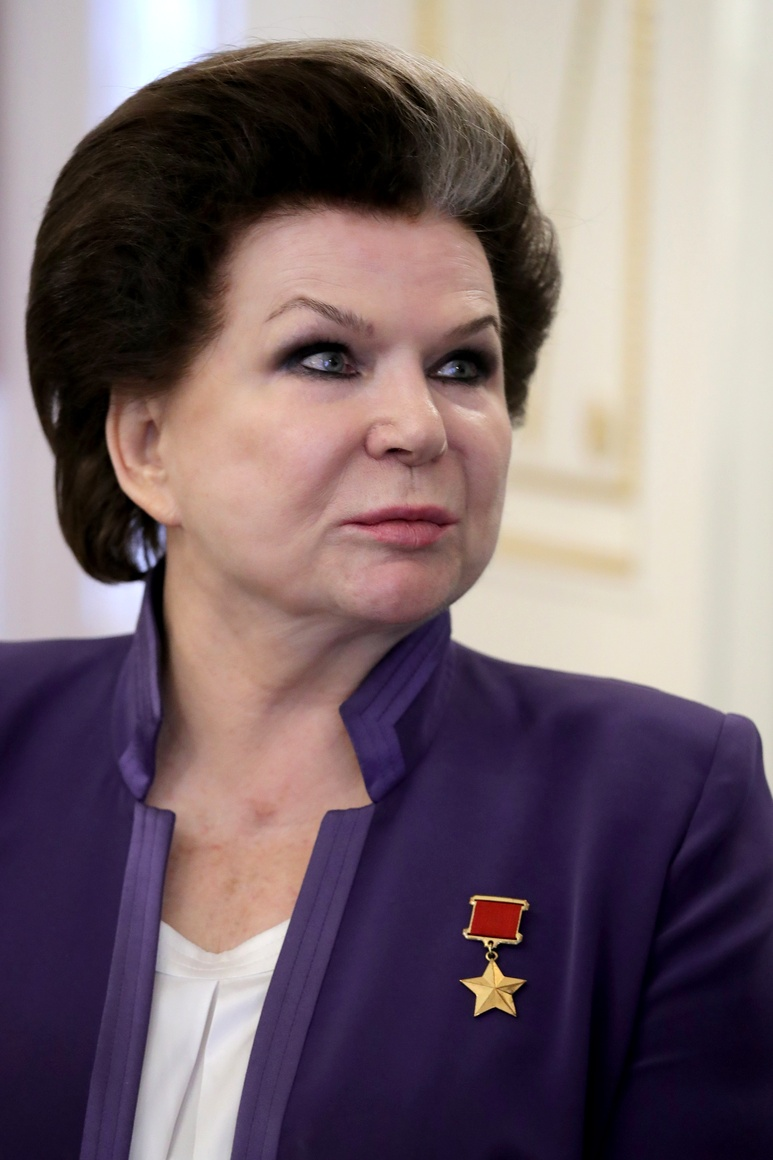
Valentina Těreškovová s řádem Hrdiny Sovětského svazu

- Hrdina Sovětského svazu – 22. června 1963 – za provedení dlouhého kosmického letu na lodi Vostok-6[2][3][4]
- Pilot-kosmonaut Sovětského svazu – 22. června 1963 – za provedení dlouhého letu do vesmíru na lodi Vostok-6[5]
- Leninův řád – 22. června 1963 – k čestnému titulu Hrdina Sovětského svazu[5]
- Leninův řád – 6. května 1981 – za úspěšné aktivity pro rozvoj a posílení vazeb s mírovými silami cizích zemí
- Řád Říjnové revoluce – 1. prosince 1971[6]
- Řád rudého praporu práce – 5. března 1987 – za mnoho let aktivní a plodné veřejné činnosti[6][7]
- Řád přátelství mezi národy[6]

### Ruská vyznamenání
- Státní cena Ruské federace – 10. června 2009 – za vynikající výsledky v oblasti humanitární činnosti[8]

- Řád Za zásluhy o vlast I. třídy – 1. března 2017 – udělil prezident Vladimir Putin za vynikající přínos k posílení ruské státnosti, rozvoji parlamentarismu a aktivní legislativní činnost[9]
- Řád Za zásluhy o vlast II. třídy – 6. března 2007 – za vynikající přínos k rozvoji ruské kosmonautiky[8]
- Řád Za zásluhy o vlast III. třídy – 6. března 1997 – za zásluhy o stát a velký osobní přínos k rozvoji ruské kosmonautiky[10]
- Řád Za zásluhy o vlast IV. třídy – 21. února 2022 – za velký přínos k rozvoji parlamentarismu, aktivní zákonodárnou činnost a mnoholetou svědomitou práci[11]
- Řád Alexandra Něvského – 12. června 2013 – za její velký přínos k rozvoji ruského parlamentarismu a aktivní legislativní činnost[12]
- Řád cti – 10. června 2003 – za její velký přínos k rozvoji a posílení mezinárodních vědeckých, kulturních a veřejných vztahů[13]
- Řád přátelství – 12. dubna 2011 – za velký přínos k rozvoji průzkumu vesmíru a mnoho let plodné práce[14]
- Gagarinův řád – 16. června 2023 – za vynikající úspěchy v průzkumu vesmíru, za odvahu a obětavost projevenou během historického letu do vesmíru s lidskou posádkou a za aktivní společenské a mezinárodní aktivity[15][16]
- Čestné uznání prezidenta Ruské federace – 3. března 2012 – za služby státu a aktivní sociální aktivitu
- Vděčnost prezidenta Ruské federace – 2. března 2000 – udělil prezident Vladimir Putin za její velký přínos k formování a rozvoj národního i světového průzkumu vesmíru[17]
- Vděčnost prezidenta Ruské federace – 9. dubna 1996 – udělila prezident Boris Jelcin za její osobní přínos pro rozvoj ruské kosmonautiky[18]
- Čestný diplom vlády Ruské federace – 16. června 2008 – udělil předseda vlády Vladimir Putin za mnoho let plodné státní a veřejné činnosti, velký osobní přínos k rozvoji průzkumu vesmíru a v souvislosti s 45. výročím jejího letu do vesmíru[19]
- Čestný diplom vlády Ruské federace – 12. června 2003 – za velký osobní přínos k rozvoji průzkumu vesmíru[20]
- Čestný diplom vlády Ruské federace – 3. března 1997 – za službu pro rozvoj astronautiky, posílení mezinárodních vědeckých a kulturních vazeb a za mnoho let svědomité práce[21]
- Vděčnost vlády Ruské federace – 6. března 2002 – za mnoho let plodné státní a veřejné činnosti[22]
- Medaile Za účast na vojenské operaci v Sýrii – Ministerstvo obrany Ruské federace, 2016[23]
- Medaile Za posílení bratrství ve zbrani – Ministerstvo obrany Ruské federace, 2018[24]

### Zahraniční vyznamenání
- Afghánistán
  -  Řád kultury – srpen 1969
- Bulharsko
  - Hrdina socialistické práce – 9. září 1963[8]
  -  Řád Georgiho Dimitrova – 9. září 1963[8]
- Československo
  -  Hrdina socialistické práce Československa – 15. srpna 1963[25]
  -  Řád Klementa Gottwalda – srpen 1963
- Egypt
  -  Řád Nilu – 1971[8]
- Ghana
  -  Řád Volty – 1964[8][26]
- Chile
  -  Řád Bernarda O'Higginse – 1972[8]
- Chorvatsko
  -  Řád knížete Branimira se šerpou – 8.září 2005 – udělil prezident Stjepan Mesić za zásluhy o vylepšení chorvatsko-ruských vztahů a za propagaci Chorvatska v Rusku[27]
- Indonésie
  -  Řád hvězdy Indonéské republiky II. třídy – 1963[8]
- Jordánsko
  -  velkostuha Řádu jordánské hvězdy – prosinec 1969
- Jugoslávie
  -  Řád jugoslávské vlajky I. třídy – 1972
- Kuba
  -  Řád Playa Girón – 1974[28]
- Laos
  - Řád přátelství – 1997
- Maďarsko
  -  Řád praporu Maďarské lidové republiky I. třída – 1965[8]
- Mongolsko
  - Hrdina Mongolské lidové republiky – květen 1965[8]
  -  Süchbátarův řád – květen 1965[8]
- Nepál
  -  Řád tří božských sil I. třídy – 1963
- Peru
  -  Řád peruánského slunce – 1974
- Polsko
  -  Řád grunwaldského kříže I. třídy – říjen 1963[8]
- Rumunsko
  -  Řád za vědecké zásluhy – 17. listopadu 1973
- Sýrie
  -  Řád za občanské zásluhy
- Vietnam
  -  Hrdina práce – 1971[8]
- Východní Německo
  -  Řád Karla Marxe – 1963[8][29]
  - Medaile Artura Beckera – 1963[8]

## Nestátní ocenění
- Zlatá medaile Akademie věd Sovětského svazu
- Zlatá medaile Britské společnosti pro meziplanetární komunikace – Spojené království, 1964 – za úspěch ve výzkumu vesmíru[30]
- Galamber Award for Astronautics
- Řád větrné růže Mezinárodního výboru pro letectví a kosmické lety
- Zlatá mimóza Italského svazu žen – 1963
- Odznak Ústředního výboru Komsomolu – 1963 – za aktivní práci v Komsomolu
- Řád svatého Serafima Sarovského II. třídy – 2007, Ruská pravoslavná církev[31]
- Řád slávy a cti – 6. března 2012, Ruská pravoslavná církev[32]

### Čestná občanství
- Bulharsko
  - Burgas
  - Varna

- Mongolsko
  - Darchan

- Rusko
  - Kaluga
  - Jaroslavl
  - Vladikavkaz
  - Alagir
  - Ščolkovo
- Slovensko
  - Bratislava

## Sportovní úspěchy
- Zasloužilý mistr sportu SSSR – 19. června 1963

## Akademické tituly
- čestný doktorát na Edinburské univerzitě, 1990